# Club Gimnàstic de Tarragona
El Club Gimnàstic de Tarragona, S. A. D., conocido de forma popular como Nàstic de Tarragona o simplemente Nàstic, es un club de fútbol español con sede en la ciudad de Tarragona, en la comunidad autónoma de Cataluña, España. Es la entidad deportiva más antigua en existencia ininterrumpida de España. Actualmente milita en el Grupo I de la Primera Federación, tercera categoría del fútbol español.
Disputa sus encuentros como local en el Nou Estadi de Tarragona, con capacidad para 14 591 espectadores, aunque inicialmente tenía capacidad para 18 000, tras la inhabilitación de una de sus graderías.
En el año 2016 el Club Gimnàstic y sus secciones tenían aproximadamente 850 socios. En cuanto al fútbol, la temporada 2017-2018 la Sociedad Anónima del Gimnàstic contaba con más de 8 500 abonados.

## Historia
El Gimnàstic de Tarragona fue fundado el 1 de marzo de 1886 por doce antiguos socios del gimnasio de Tomás Martí. En julio de 1893 comenzó a denominarse Club Gimnástico de Tarragona, y en diciembre de 1914 se constituyó la sección de fútbol al absorber el Gimnástico al Club Olímpic, otro club de la ciudad.
Desde entonces, el equipo ha tenido varios estadios a lo largo de su historia. Los más longevos y representativos han sido el Estadio de la Avenida Cataluña, en el año 1922, y el actual, el Nuevo Estadio inaugurado el día 2 de febrero de 1972.
Militó tres temporadas (entre 1947 y 1950) en la Primera División de España, volvió a ella en la temporada 2006-07, tras el ascenso conseguido el 3 de junio de 2006 en el estadio de Chapín (Jerez).
El 1 de marzo del año 1886, un grupo de jóvenes se reunía en el Café del Centro, en el número 56 de la Rambla Nova, y formalizaba un club deportivo con el objetivo de practicar gimnasia. Eran las bases del que después sería el Club Gimnàstic. Bajo el nombre de Club Gimnasio nacía un club elitista integrado solo por quince socios que pertenecían a la clase media-alta. En el Club Gimnasio se practicaban todo tipo de deportes, desde el esgrima al excursionismo, pasando por el boxeo o el ciclismo. La práctica del fútbol no llegaría hasta años más tarde.
En el año 1915 se crea una sección de atletismo. El presidente de la sección, el suizo William Tarin, fue un gran impulsor del deporte en la ciudad. Murió en 1926 de accidente.
El 1914 un grupo de socios del club liderados por Tarin decidió iniciar la sección de fútbol, a pesar de que hasta 1917 no empezó a competir. El Nàstic jugó el primer partido federado del Campeonato de Cataluña en enero de 1918 contra el Vilanova. Durante los primeros años de la sección, el club juega campeonatos regionales por toda Cataluña.
El Club Gimnàstic no disponía de campo propio, así que tenía que jugar sus partidos en el Campo de las Hermanitas, la actual calle San Antonio María Claret. El año 1920, el propietario de los terrenos donde juega el Gimnàstic pone a la venta el campo de fútbol, y el club, al no poder hacer frente al alquiler, decide comprar 18.000 metros cuadrados en el Camino del Ángel, que años después darían paso a las instalaciones de la Avenida Cataluña. Finalmente, en 1922, el Nàstic inauguraría su propio campo, nacía así el Estadio de la Avenida Cataluña.
En julio de 2002 se inició el proceso de constitución en SAD de la sección de fútbol. Cuatro meses más tarde la sección de fútbol ya era formalmente una entidad independiente del Club. Recibió el nombre de Gimnàstic de Tarragona, SAD. El primer presidente de la sociedad anónima deportiva fue Josep Mª Andreu. En la actualidad Club y SAD conviven compartiendo instalaciones, trabajadores y buena parte de los patrocinadores. En 2006 le fue concedida la Creu de Sant Jordi por el Gobierno de la Generalidad de Cataluña.

## Secciones del club
El Club Gimnàstic es una entidad polideportiva de la ciudad de Tarragona que, además de equipos de fútbol, cuenta con equipos en ocho disciplinas deportivas más. Estas disciplinas se estructuran como secciones deportivas dentro del club. En la actualidad todas sus secciones deportivas tienen un caràcter social y amateur.

### Vigentes
- Sección de atletismo del Club Gimnàstic de Tarragona (1914 - 1942/1956)
- Sección de fútbol sala del Club Gimnàstic de Tarragona (1997-1999 / 2001)
- Sección de tenis del Club Gimnàstic de Tarragona (1915-1958 / 1972)
- Sección de tenis de mesa del Club Gimnàstic de Tarragona (1940-1944 / 1955-1960 / 1979)
- Sección de pelota del Club Gimnàstic de Tarragona (1951)
- Sección de patinaje artístico del Club Gimnàstic de Tarragona (2012)
- Sección de patinaje de Velocidad del Club Gimnàstic de Tarragona (2012)
- Sección de gimnasia rítmica del Club Gimnàstic de Tarragona (1980)
- Sección de eSports representada por Nàstic eSports del Club Gimnàstic de Tarragona (2017)
- Sección de Powerchair fútbol (2023) fútbol sala adaptado para silla de ruedas eléctrica.

### Secciones desaparecidas
- Sección de excursionismo del Club Gimnàstic de Tarragona (1907 - 1927)
- Sección de esgrima del Club Gimnàstic de Tarragona (1902 - 1911)
- Sección de gimnasia del Club Gimnàstic de Tarragona (1886 - 1962)
- Sección de náutica del Club Gimnàstic de Tarragona (1915 - 1920)
- Sección de ciclismo del Club Gimnàstic de Tarragona (1907 - 1924/1941 - 1944)
- Sección hockey patines del Club Gimnàstic de Tarragona (1943 - 1944/1956 - 1958/1968)
- Sección hockey tierra del Club Gimnàstic de Tarragona (1923 - 1935)
- Sección baloncesto del Club Gimnàstic de Tarragona (1929-1935 / 1941 - 1954/1960 - 2011)
- Sección boxeo del Club Gimnàstic de Tarragona (1918 - 1923)
- Sección balonmano del Club Gimnàstic de Tarragona (1981-1987)

## Sección de fútbol

### Historia deportiva
No es hasta la temporada 1943-44 que el Club Gimnàstic empieza a competir en la Tercera División. La liga la forman equipos de Cataluña, Baleares y de la región de Valencia (Girona, At. Baleares, Lleida, S. Martí, Mallorca,...). Su paso por esa categoría sería efímero, puesto que la temporada 1944-45 conseguía el ascenso a la Segunda División.
El club de Tarragona conseguía asentarse en la nueva categoría rápidamente, pero no contento con esto el club consigue, en la temporada 1946-47, su primer ascenso a la Primera División. Aquel mismo año también obtiene su mejor clasificación en el campeonato de Copa al lograr las semifinales, donde cayó a manos del RCD Español, después de haber eliminado al Gijón en la primera eliminatoria, al Racing en octavos y al FC Barcelona en cuartos de final.
La primera temporada del Gimnàstic en Primera División de España (1947-48) acaba con una meritoria séptima plaza. Pero aquella temporada es recordada por otro motivo. El 14 de diciembre de 1947, el Real Madrid inauguraba el Estadio de Chamartín, actual Santiago Bernabéu. El 11 de enero de 1948 el Gimnàstic de Tarragona visita por primera vez el estadio blanco, y obtuvo un resultado final favorable de 1-3.
El Gimnàstic entraba a la historia del club blanco como el primer equipo en ganar en el Estadio Santiago Bernabéu y, además, se convirtió en el único equipo que hasta hoy, ha salido victorioso de su primera visita al "Coliseo blanco".
El Gimnàstic consigue jugar dos temporadas más en Primera División, hasta que en la temporada 1949-50 se consuma el descenso después de perder en la promoción contra el CD Alcoyano. El conjunto de Tarragona permanecería en la élite hasta la temporada 1952/53 en la que volvió a perder la categoría para volver a jugar en la Tercera División. Como curiosidad, cabe anotar que, pese a que la equipación del Nàstic es de color rojo, en la época franquista no se podía decir el equipo rojo de Tarragona ni nada similar, así que se le llamó equipo grana, y así ha continuado hasta nuestros días.
El club vive unos años de crisis deportiva, en los que el equipo no acaba de jugar bien y se pasea por todos los campos de tercera hasta que en la temporada 1971-72, coincidiendo con el estreno de las instalaciones de la Budallera, el equipo vuelve a jugar en Segunda División. El 2 de febrero de 1972 se inauguró el Nou Estadi, bajo el mandato de José Luis Calderón. El Nàstic permanecerá cuatro temporadas consecutivas en la Segunda División, y empezarán a ser habituales en las alineaciones hombres que marcaron una época como Ángel García, Santi Coch, Ismael Bañeras, Romà Cunillera,... En la temporada 1979-80 el conjunto tarraconense hará un paso efímero por la división de plata y se instalará de manera casi asidua en la Segunda División B, categoría estrenada la temporada 1978-79. El equipo juega más de veinte años en esta nueva categoría, alterado por algún descenso a la Tercera División.
La temporada 1982/83 los tarraconenses alcanzan la final de la primera edición de la Copa de la Liga de Segunda B. Tras derrotar por la mínima al filial del Real Sporting de Gijón en el partido de ida en el Nou Estadi, los hombres dirigidos por Xabier Azkargorta sucumbieron en la prórroga en El Molinón, después que los asturianos empatasen la eliminatoria en el último minuto.
Un año más tarde, sin embargo, la suerte fue más favorable a los grana, que nuevamente alcanzaron la final, esta vez contra el CD Logroñés. Tras caer en Las Gaunas por 3-2 y ganar por el mismo resultado, con prórroga incluida, en Tarragona, los catalanes acabaron imponiéndose en el desempate de los penales por 4-1. El técnico azulgrana, Félix Zubiaga, alineó en el partido decisivo a Palomo, Parejo (Chea), Santiago, Eloy, Subirats, Vizcaíno, Cunillera, Iraola, Masqué, Bañeras (Ramis) y Domínguez.
La temporada 1985-86, coincidiendo con los actos del centenario del club, el equipo baja a Tercera. La última militancia del Club Gimnàstic en tercera se produce la temporada 1990-91.
El club vivió inmerso en la mediocridad y la temporada 1994-95 estuvo a punto de descender otra vez. Se salva en una promoción fatídica, primero contra el Fuenlabrada y después contra el Casetas. En julio de 1995 llega a Tarragona Jordi Gonzalvo, un técnico de corte ofensivo que enseñará al equipo el camino para poder luchar por el ascenso a Segunda División. El equipo formado por los jugadores que permanecieron de la temporada anterior (Rubio, Menchi, Oribe, Arumí, Ramírez, Escoda, Grabulosa, Torres,...) y por los buenos fichajes hechos por el técnico barcelonés (Naranjo, Espigulé, Fran Figueroa, Moska,...) acabó segundo en la liga por detrás del Levante. Pero desde el día del sorteo de la liguilla de ascenso ya se vio que aquel no sería el año del Nàstic. El grupo lo formaban el propio Nàstic junto con la U. D. Las Palmas, Elche CF y la Cultural Leonesa. El conjunto canario subió a Segunda División.
En la temporada 1996-97 Jordi Gonzalvo repitió plaza de entrenador en Tarragona y consiguió conjuntar un equipo con el ataque tan temible de la temporada anterior pero con una defensa mucho mejor. El equipo acaba primero de grupo en su liga pero vuelve a fracasar en la liguilla de ascenso frente al Numancia, el Recreativo y el Manchego.
La temporada 1997-98 acaba con un cambio en la junta directiva. Abandona su cargo Antoni Vallverdú y deja la presidencia a José Luis García y su emprendedora directiva. Después de dos fracasos, en la temporada 2000-01, el equipo, de la mano de otro técnico barcelonés, Josep Maria Nogués, consigue el ascenso a Segunda División A, a pesar de que el paso del equipo por la categoría volvería a ser efímero.

### SigloXXI
En la temporada 2001-02 dejó varios éxitos para el Nástic, sobre todo con la visita del Atlético de Madrid, en partido de Liga, y la del Real Madrid en la Copa (al que incluso venció en el partido de ida por 1-0 y tuteó en la vuelta pese a caer por 4-2). A pesar de contar con jugadores de la talla de Albert Tomàs, Ramis, Bruno Saltor, Javi Ruiz, Pinilla, Iván Pérez y el ídolo local, Ángel Pisha Cuéllar; y tras el paso de tres entrenadores (Josep Maria Nogués, Jaume Bonet y Carlos Diarte), el equipo no fue capaz de mantener la categoría y regresó a Segunda B en la última jornada.
En la temporada 2002-03, se trabaja de la mano del secretario técnico Ángel García y del técnico valenciano José Carlos Granero para devolver el equipo a la élite del fútbol español; pero las cosas no fueron bien, Granero fue destituido y José Balaguer tampoco pudo enderezar el rumbo de la nave tarraconense. La temporada acabó con el equipo en tierra de nadie en la clasificación, sin el deseado ascenso.
La temporada 2003-04 se inicia con el mismo objetivo que la anterior, de la mano de Jordi Vinyals y Alfons Muñoz. El equipo consiguió el ascenso de categoría a la división de plata del fútbol español ganando 2-0 al Ourense en un Nou Estadi absolutamente lleno.

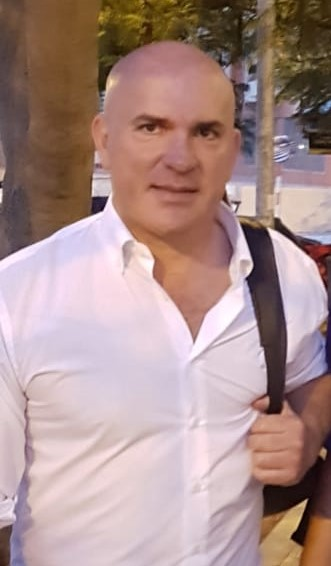
Luis César ascendió al Nàstic a Primera división.

Las dos siguientes temporadas, el Nàstic se mantuvo en la Segunda División de la mano del técnico gallego Luis César Sampedro. La temporada 2004-05 consiguió un cómodo 7.º lugar de la clasificación y la 2005-06 logró el ascenso, aunque no partía entre los favoritos, pero cuajó una gran segunda vuelta que lo catapultó a las primeras posiciones del campeonato. La vuelta a Primera se consumó el 3 de junio de 2006 tras un empate ante el Xerez CD.

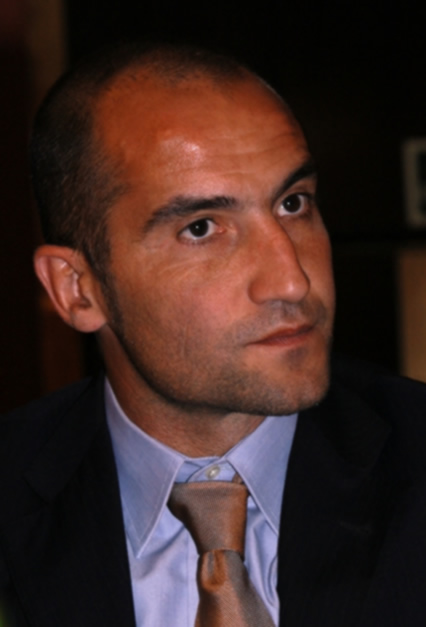
Pinilla, jugador del club de 2001 a 2008.

La temporada 2006-07 fue la de su regreso a Primera División, 56 años después. Junto al técnico Luis César y algunos de los jugadores que habían logrado el ascenso como Pinilla, Rubén Pérez o Abel Buades, se incorporaron refuerzos como Portillo (a la postre máximo goleador del equipo), Bizzarri, Rubén Castro y Makukula. Sin embargo, la aventura en Primera tan solo duró un año. El Nàstic ocupó puestos de descenso en 33 de las 38 jornadas y certificó el descenso tras una derrota por 0-2 ante el Atlético de Madrid. Cabe decir que fue este el partido en el que Fernando Torres marcaría su último gol con la camiseta del Atlético de Madrid antes de marcharse a la Premier League Finalmente, el Nàstic terminó la Liga como colista con 28 puntos, regresando a Segunda División tras un solo año. Luis César Sampedro fue relevado a mitad de temporada por Paco Flores, quien mejoró los números pero no pudo evitar el descenso.

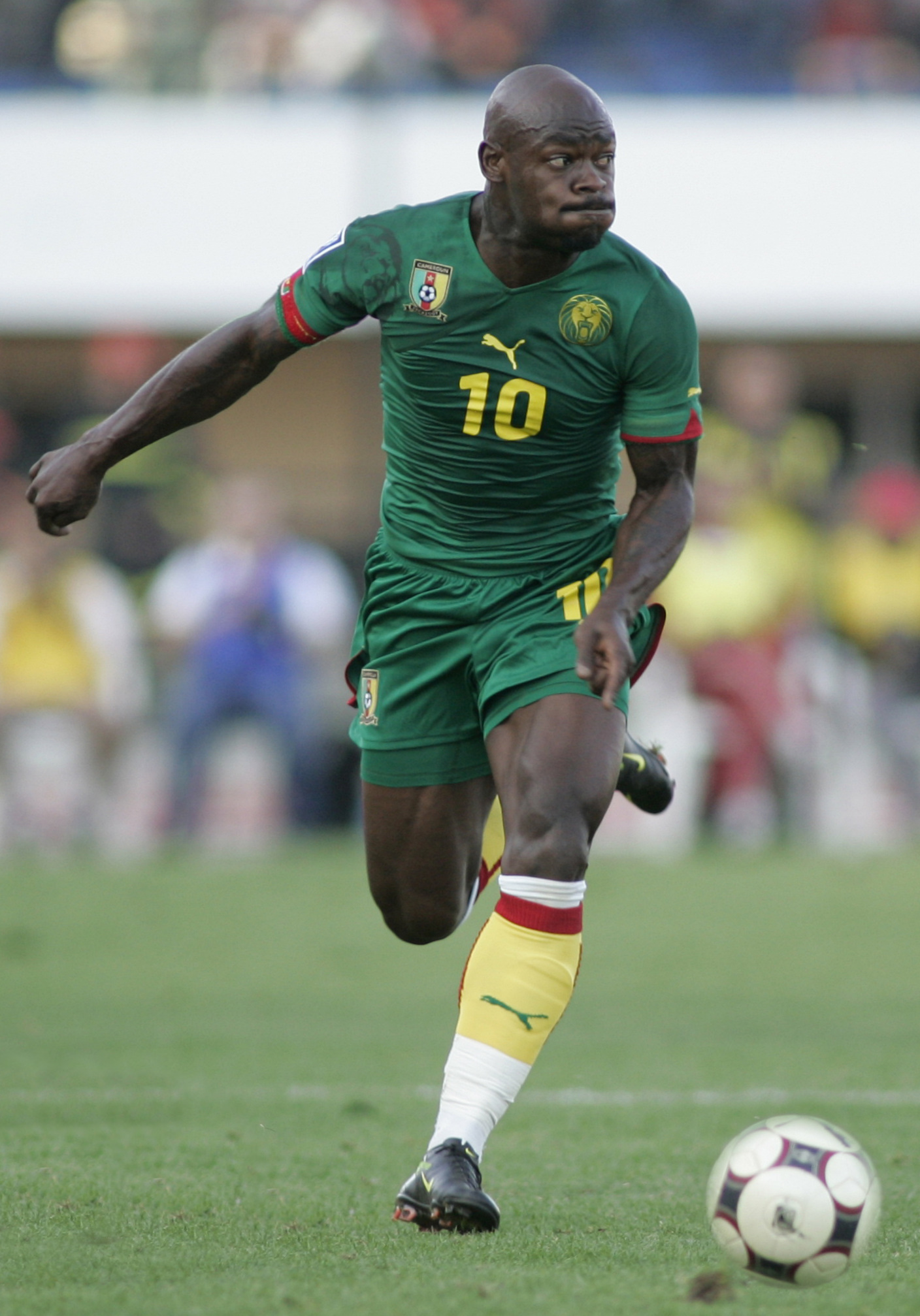
Achille Emana, jugador del Nàstic entre 2015-2016 y 2017.

El verano de 2007 el Gimnàstic logró su primer título de campeón de Cataluña tras eliminar al RCD Español en semifinales y superar en la final al FC Barcelona por 2-1. El equipo tarraconense alineó a: Juanmi, Óscar Rubio, Mairata, Campano, (Miku), Óscar López, Chabaud, David Sánchez, Gorka de Carlos, David Abraham, Calle, (Maldonado) y Antonio Pinilla.
A finales de esa misma temporada el jugador grana Antonio Pinilla anunció su retirada del fútbol profesional, para convertirse posteriormente en director general del Club.
Tras su regreso a Segunda, se mantuvo en la zona templada de la clasificación en las temporadas 2007-08 y 2008-09, de la mano de un César Ferrando que sustituyó a Javi López. Por el contrario, en las temporadas 2009-10 y 2010-11, el conjunto grana necesitó cambiar de entrenador para conseguir la permanencia con algunos apuros.
En la temporada 2011-12, el Nàstic tiene un mal comienzo y no gana ninguno de los primeros 11 partidos. Ante este panorama, la directiva destituye a Juan Carlos Oliva y contrata a Jorge D'Alessandro en su lugar para conseguir la permanencia. Inicialmente mejoraron los resultados, pero el 19 de mayo de 2012, las victorias del Girona y del Guadalajara condenan al Gimnàstic al descenso a Segunda División B.
El Nàstic confirmó el fichaje de Kiko Ramírez, hasta ahora en el Club de Futbol Pobla de Mafumet, como nuevo técnico para intentar volver a la categoría de plata.
El 12 de septiembre de 2012, el Nàstic de Tarragona consigue su segundo título de la Copa Catalunya al derrotar al AEC Manlleu por 0-1, con un gol del canterano Eugeni Valderrama, en el estadio Municipal de Manlleu. El propio Eugeni fue elegido como mejor jugador de la final.
Tras un pobre arranque en el campeonato 2012-13 de Segunda B, el club decidió destituir a Kiko Ramírez, nombrando como nuevo entrenador a Javi Salamero. Bajo la dirección del técnico aragonés, y tras una negativa primera vuelta, el Nàstic inició una racha positiva de resultados que le permitió escalar hasta las primeras posiciones, aunque finalmente no consiguió meterse en el "play-off" de ascenso.
Con la entrada de Promoesport en el accionariado de la entidad grana, Emilio Viqueira fue contratado como nuevo director deportivo y Santi Castillejo ocuparía el cargo de entrenador para la temporada 2013-14. Pero tras un irregular comienzo de Liga, con el conjunto tarraconense situado en la zona media de la clasificación, Santi Castillejo fue despedido y en su lugar llegó Vicente Moreno. En un principio, la llegada del técnico de Massanassa no despertó ninguna en la reacción en el equipo, que siguió lejos de los puestos de promoción por la dificultad de conseguir victorias lejos de Tarragona. Pero a inicios del mes de marzo, el equipo comenzó a encadenar triunfos y así resucitó la ilusión de los "play-offs". La tarde del sábado 3 de mayo, en el Mini Estadi del Villarreal, superaron la mejor racha histórica del club, al conseguir el noveno triunfo consecutivo (1-2). Finalmente, el conjunto grana termina la Liga regular con otra victoria y entra en la promoción de ascenso como cuarto clasificado. Tras eliminar con solvencia al Racing de Ferrol y al Sestao River, llega a la final contra el Llagostera, pero pierde en la prórroga (2-1 en la ida, 3-1 en la vuelta) y no logra el ansiado ascenso después de una eliminatoria muy tensa. Al finalizar el encuentro se produjeron varios incidentes entre aficionados y provocaciones, de ahí nace la rivalidad entre el Llagostera y el Nàstic de Tarragona
En la temporada 2014-15, el Nàstic fue campeón de su grupo y regresó a Segunda el 31 de mayo de 2015, tras ganar 3-1 al SD Huesca en la ronda de campeones de la promoción de ascenso.
El Nàstic comenzaría la temporada 2015-16 con un épico empate contra el Albacete Balompié en el que logró sobreponerse al 0-2 con un jugador menos y sacaron un empate a 2 gracias a los goles de Xavi Molina en el 89' y de Marcos de la Espada en el tiempo de descuento que desataría la euforia en el Nou Estadi de Tarragona. Después de esto el Nàstic firma un muy buen comienzo de temporada en el que en el que se sitúa sobre las posiciones de play-off. Después de una buena primera vuelta y cumplido el objetivo de la permanencia, el objetivo es acabar en puestos de play-off de ascenso a la Primera División de España. Poco a poco el Nàstic de Tarragona va subiendo puestos en la clasificación y los tarraconenses sueñan con un posible ascenso a la Liga BBVA 10 años después. El Nou Estadi de Tarragona se convierte en un fortín donde solo el AD Alcorcón y el CD Lugo lograron los 3 puntos, estadio donde tuvo lugar uno de los mejores partidos de la temporada 15-16 entre el Córdoba Club de Fútbol y el Gimnàstic de Tarragona, encuentro que acabó 4-4. Con el tiempo y gracias a su fenomenal segunda vuelta donde solo perdieron 1 partido, lograron el tercer lugar y de ahí ya no se movió el conjunto tarraconense, que finalmente se queda a solo 3 puntos del segundo puesto que le daba el ascenso al CD Leganés.
Finalmente en la eliminatoria de play-off de ascenso a la Primera División de España el CA Osasuna se impone a los granas con un 3-6 en el global

## Estadio
El Nou Estadi Costa Daurada es un recinto deportivo municipal de la ciudad de Tarragona, Cataluña (España), inaugurado en 1972 donde disputa sus partidos oficiales el Club Gimnàstic de Tarragona. Está situado al este del centro urbano, en el barrio de la Vall de l'Arrabassada y próximo a la playa del mismo nombre. El estadio, que tiene un aforo de 14 561 espectadores, forma parte del complejo polideportivo del Nàstic.
En el año 1920 el club compraba los terrenos de la avenida Cataluña por veinte mil pesetas. El campo fue inaugurado el 20 de septiembre de 1922 con el partido disputado por los equipos del Barcelona y de la España, que ganó el primero por 3-0. Un año más tarde, las tribunas del Trofeu Armangue fueron aprovechadas e instaladas en el Camp d'Esports, y destruidas en un incendio en el año 1938. La reconstrucción e inicios de las obras de las nuevas instalaciones no se comenzaron hasta el año 1943. El último gol marcado en el campo viejo fue de Rojas el 23 de enero de 1972 contra el Girona Fútbol Club. En febrero de 1972 se inauguró el Nou Estadi recibiendo el nombre del presidente del club José Luis Calderón quien fue impulsor de la construcción del estadio. El primer gol oficial lo marcó Cinto López el 13 de febrero de 1972 contra el Ontinyent Club de Futbol.

## Datos del club
- Temporadas en 1.ª: 4
- Temporadas en 2.ª: 22
- Temporadas en 2.ª B: 26
- Temporadas en 3.ª: 25
- Temporadas en Primera Federación: 4
- Mejor puesto en la liga: 7.º (1.ª temporada 1947-48)
- Peor puesto en la liga: 20.º (1.ª temporada 2006-07)

## Jugadores y cuerpo técnico
Jugadores con más partidos jugados:
- Santi Coch, 17 Temp, (1977/1994), 528 partidos oficiales
- Ismael Bañeras, 13 Temp, (1976/1989), 469 partidos oficiales
- Román Cunillera, 12 Temp, (1976/1988), 392 partidos oficiales

Máximos goleadores:
- Valero Serer, 10 Temp, (1959/1970), 181 goles
- Rafa Grau, 4 Temp, (1954/1958), 87 goles
- Cinto López, 6 Temp, (1966/1972), 77 goles

Porteros que más partidos han jugado:
- Rubén Pérez, 9 Temp, (2006/2014), 238 partidos oficiales
- Joaquín Palomo, 5 Temp, (1980/1985), 182 partidos oficiales
- Rafa Arumí, 5 Temp, (1991/1996), 168 partidos oficiales
- Enric Coch, 8 Temp, (1984/1992), 161 partidos oficiales
- Manolo Reina, 4 Temp, (2013/2017), 137 partidos oficiales

### Plantilla y cuerpo técnico 2025-26
- Los jugadores con dorsales superiores al 25 son, a todos los efectos, jugadores del Club de Futbol Pobla de Mafumet y como tales, podrán compaginar partidos con el primer y segundo equipo. Como exigen las normas de la Liga Nacional de Fútbol Profesional, los jugadores de la primera plantilla deberán llevar los dorsales del 1 al 25. Del 26 en adelante serán jugadores del equipo filial.

### Entrenadores
Los entrenadores con que el Gimnàstic subió la temporada 2002-03 fueron Jordi Vinyals y Alfons Muñoz.
En Segunda A el Gimnàstic fichó al gallego Luis César Sampedro, exentrenador del Racing Club de Ferrol.
Luis fue el héroe del ascenso y entrenó al Gimnàstic 12 jornadas en la Primera División de España. El Gimnàstic entonces fichó a Paco Flores, con el que bajó a la Segunda División de España.
Para la temporada 2007-08, el Gimnàstic fichó al el entrenador de la UD Salamanca, Javi López, de 43 años, pero no dio el resultado esperado y fue destituido en enero de 2008, siendo reemplazo por César Ferrando, quien mantuvo al conjunto grana en Segunda dos años.
A principios de 2010, César Ferrando fue cesado y reemplazado por Luis César Sampedro, siendo esta su segunda etapa en el equipo y logrando la permanencia. A finales de 2010, el gallego también fue despedido y en su lugar llegó Juan Carlos Oliva, quien dirigió una vez más al Nàstic a la salvación.
A principio de la temporada 2011/12 fueron destituidos el entrenador deportivo Josep Maria Nogués y el entrenador Juan Carlos Oliva, que fue sustituido por el argentino Jorge D'Alessandro. El pobre rendimiento del equipo en el Campeonato de Segunda A fue el detonante. El Nàstic era colista con 4 empates y 7 derrotas como balance. El cambio no funcionó y el Gimnàstic descendió a Segunda B.
Para la temporada 2012-13, Kiko Ramírez fue nombrado nuevo técnico del equipo; pero tras un mal comienzo, su lugar lo ocupó Javi Salamero. Los resultados mejoraron pero no lo suficiente como para entrar en el "play-off" de ascenso.
Más tarde, Vicente Moreno, sustituyó a Santi Castillejo en noviembre de 2013.
Posteriormente los entrenadores fueron Vicente Moreno de 2013 a 2016 y Juan Merino y Lluís Carreras durante 2017.
Tras volver al club tras dirigirlo los tres últimos encuentros de la temporada 2016-2017, el entrenador Nano Rivas sustituye a "Rodri" tras su destitución en enero de 2018. Nano Rivas es cesado tres jornadas antes de finalizar la temporada 2017-2018 siendo sustituido por José Antonio Gordillo.
Debido a los malos resultados en los inicios de la temporada 2018-2019 José Antonio Gordillo es cesado y sustituido por Enrique Martín Monreal.

#### Últimos entrenadores del Gimnàstic
| Entrenador                              | País      | Temporadas      |
| --------------------------------------- | --------- | --------------- |
| Juan José Nogués Portalatín             | España    | 1945 - 1950     |
| Domingo Balmanya Perera                 | España    | 1949 - 1950     |
| Ramón Sicart Guixens                    | España    | 1950 - 1951     |
| Andrés Català Ballbona                  | España    | 1950 - 1951     |
| Ángel Ferrer Rodríguez                  | España    | 1950 - 1952     |
| Enrique Bescós Mambrona                 | España    | 1952 - 1953     |
| Vicente Dauder Guardiola                | España    | 1972 - 1974     |
| Francisco Javier García Verdugo Garrido | España    | 1974 - 1975     |
| Ángel Irún Hidalgo                      | España    | 1974 - 1976     |
| Manuel Martín Vences                    | España    | 1974 - 1976     |
| José Ignacio López Sanjuán              | España    | 1975 - 1976     |
| Antonio Jaurrieta Esteban               | España    | 1979 - 1980     |
| Francisco Xabier Azcargorta Uriarte     | España    | 1982 - 1983     |
| Vicente Dauder Guardiola                | España    | 1985 - 1986     |
| Francisco Parreño                       | España    | 1987 - 1989     |
| Fabriciano González                     | España    | 1997            |
| Josep Maria Nogués Salvatella           | España    | 1999 - 2001     |
| Jaume Bonet Serrano                     | España    | 2001 - 2002     |
| Carlos Martínez Diarte                  | Paraguay  | 2002            |
| José Carlos Granero Granero             | España    | 2002 - 2003     |
| Pep Balaguer                            | España    | 2003            |
| Jordi Vinyals                           | España    | 2003 - 2004     |
| Luis César Sampedro                     | España    | 2004 - 2006     |
| Francisco Flores Lajusticia             | España    | 2006 - 2007     |
| Francisco Javier López Castro           | España    | 2007 - 2008     |
| César Ferrando                          | España    | 2008 - 2010     |
| Luis César Sampedro                     | España    | 2010            |
| Juan Carlos Oliva                       | España    | 2010 - 2011     |
| Jorge D'Alessandro                      | Argentina | 2011 - 2012     |
| Kiko Ramírez                            | España    | 2012            |
| Javier Salamero Marco                   | España    | 2012 - 2013     |
| Santi Castillejo                        | España    | 2013            |
| Vicente Moreno                          | España    | 2013 - 2016     |
| Juan Merino                             | España    | 2017            |
| Lluís Carreras                          | España    | 2017            |
| Antonio Rodríguez Sarabia               | España    | 2017 - 2018     |
| Victoriano Rivas Álvaro                 | España    | 2018            |
| José Antonio Gordillo                   | España    | 2018            |
| Enrique Martín Monreal                  | España    | 2018 - 2019     |
| Xavier Bartolo                          | España    | 2019            |
| Toni Seligrat                           | España    | 2019 - 2021     |
| Raúl Agné                               | España    | 2021 - 2023     |
| Iñaki Alonso                            | España    | 2023            |
| Daniel Vidal González                   | España    | 2023 - 2025     |
| Luis César Sampedro                     | España    | 2025-actualidad |

## Presidentes
Los últimos presidentes del consejo de administración del club han sido:
| Presidente           | Período   |
| -------------------- | --------- |
| Antoni Vallverdú     | 1990-1998 |
| José Luis García     | 1998-2001 |
| Josep Maria Andreu   | 2001-2006 |
| Raül Font-Quer       | 2006-2007 |
| Xavier Salvadó       | 2007-2009 |
| José María Fernández | 2009-2012 |
| Josep Maria Andreu   | 2012-2024 |
| Lluís Fàbregas Mateu | 2024-act. |

## Palmarés

### Torneos nacionales
| Competición Nacional                 | Títulos | Subcampeonatos                                                            |
| ------------------------------------ | --- | ------------------------------------------------------------------------- |
| Segunda División de España (0/2)     | | 1946-47, 2005-06.                                                         |
| Segunda División "B" de España (2/3) | 1996-97 (Gr. III), 2014-15 (Gr. III).                                                                      | 1978-79 (Gr. II), 1995-96 (Gr. III), 2000-01 (Gr. III).                   |
| Copa de Campeón de Segunda "B" (0/1) | | 2014-15.                                                                  |
| Copa de la Liga de Segunda "B" (1/1) | 1984. | 1983.                                                                     |
| Tercera División de España (6/4)     | 1944-45, 1954-55 (Gr. VII), 1960-61 (Gr. VII), 1965-66 (Gr. VI-VII), 1971-72 (Gr. III), 1977-78 (Gr. III). | 1958-59 (Gr. VI), 1966-67 (Gr. VI-VII), 1968-69 (Gr. V), 1990-91 (Gr. V). |

### Torneos Regionales
- Copa Cataluña (3): 2007-08, 2011-12 y 2016-17.
- Trofeo General Moscardó (1): 1960.
- Campeón de Cataluña de Segunda Categoría (1): 1926-27.
- Copa Tintorería Muntaner (1).

### Trofeos amistosos
- Trofeo Ciudad de Tarragona (6): 2008, 2012, 2017, 2018, 2021, 2022
- Trofeo Nostra Catalunya (2): 1980, 1983.
- Trofeo Ciudad de Lérida (1): 2003.
- Trofeo Ciudad de Tarrasa (1): 2008.

## Curiosidades
- El Club Gimnàstic de Tarragona es la institución deportiva más antigua de España. Fundado el 1 de marzo de 1886, empezó llamándose "Club Gimnasio".
- Los colores de la equipación tradicional del Gimnàstic provienen de un antiguo equipo de la ciudad, llamado Club Olímpic de Tarragona, absorbido después por el Nàstic en 1914, pasando a ser la sección de fútbol del equipo. Esta equipación se compone de camiseta granate, pantalones blancos y medias negras.
- El Club Gimnàstic de Tarragona fue uno de los patrocinadores y máximos impulsores de la candidatura de Tarragona para los Juegos Mediterráneos de 2018.
- El Club tiene un filial, la Pobla de Mafumet, en Tercera División Grupo 5, y acuerdos con los principales equipos de la ciudad, como el San Salvador, el Torreforta o el SPySP.
- El club producía su propia marca deportiva, llamada Nàstic. Actualmente, viste con la marca deportiva Adidas.
- El Club Gimnàstic de Tarragona, en su primer ascenso a Primera, jugó en el Nuevo Chamartín, actual Santiago Bernabéu, contra el Real Madrid, ganando el encuentro y convirtiéndose así en el primer y único club que ha ganado en su primera visita al coliseo blanco. El resultado final fue de 1-3 a favor de los tarraconenses.[57]
- El Club Gimnàstic celebró el 125 aniversario durante el año 2012. La sección de fútbol del Gimnàstic de Tarragona celebró su centenario en agosto de 2014 en un partido contra el Sevilla F. C.[58]